# پیتزا سنج
پیتزا سنج به افزایش ناگهانی سفارش پیتزا از دومینوز برای ادارات دولتی ایالات متحده، مانند کاخ سفید و پنتاگون، پیش از یک رویداد بزرگ، مانند حمله عراق به کویت، حمله پاناما و حمله گرانادا اشاره دارد.

## تاریخچه
در شب یکم اوت ۱۹۹۰، شب پیش از حمله عراق به کویت، کارکنان نظامی پنتاگون گرد هم آمدند تا دربارهٔ مسائل خاورمیانه گفتگو کنند. از آنجایی که قصد داشتند همه شب را بیدار بمانند تا با هم گفتگو کنند، آنها چندین پیتزا بیشتر از آنچه که معمولاً سفارش می‌دادند از دومینوز سفارش دادند. روی‌هم‌رفته، پانزده تحویل پیتزا از دومینوز در آن شب انجام شد ۱۰۱ تحویل پیتزا در یک هفته پیش از حمله انجام شد.
افزون بر این، در همان روز بین ساعت ۱۰ شب تا ۲ بامداد، در کاخ سفید پنجاه و پنج پیتزا تحویل داده شد، که بسیار بیشتر از آنچه سفارش داده می‌شد بود.
فرانک میکس، دارنده امتیاز ۴۵ رستوران دومینوز در واشینگتن دی سی متوجه انبوهی از سفارش‌ها پیتزا از ادارات دولتی ایالات متحده (مانند پنتاگون) شد، درست پیش از اعلامیه بزرگ کاخ سفید. او یافته‌ها را برای همگان به اشتراک گذاشت. مردم این اطلاعات را به خوبی دریافت کردند و رویداد را «پیتزا سنج» نامیدند، هرچند مدت کوتاهی پس از پخش این اطلاعات، ادارات دولتی دیگر پیتزا را یکباره از دومینوز در واشینگتن نخریدند و در زمان‌های مختلف پیتزا یا از پیتزایی‌های مستقل می‌خریدند.